# Conseil de Kingborough
Le Conseil de Kingborough est une zone d'administration locale située juste au sud d'Hobart au sud-est de la Tasmanie en Australie.
Elle est composée de la ville de Kingston dans la banlieue de Hobart, de quelques petites villes comme Kettering, Margate et Snug ainsi que de l'île Bruny.